# Vino, Țepeș! (maxi-single)
Vino, Țepeș! este un maxi-single al formației Phoenix, apărut la data de 16 octombrie 2014 și distribuit la concertul organizat în Berăria H din București. Acest material promoțional, alături de concertul menționat, au prefațat apariția albumului Vino, Țepeș! din luna decembrie. Maxi-single-ul cuprinde trei piese în variante demo, ale căror versiuni finale apar pe album. Discul a fost reeditat în 2017, cu ocazia aniversării a 55 de ani de activitate a formației.

## Piese
1. Vino, Țepeș!
2. Pașa Hassan
3. Bucovina

Muzică: Nicu Covaci (1, 2); popular, aranjament Nicu Covaci (3)

Versuri: Nicu Covaci (1); adaptare după George Coșbuc (2); Constantin Mandicevschi (3)
Observație: Piesa „Bucovina” (3) este trecută eronat pe coperta albumului ca având text popular.

## Componența formației
- Nicolae Covaci – chitară, vocal
- Costin Adam – vocal
- Dan Albu – chitară, voce
- Sergiu Corbu Boldor – vioară
- Volker Vaessen – chitară bas
- Dzidek Marcinkiewicz – claviaturi
- Flavius Hosu – baterie

Cu participarea specială a lui Aurelian Dincă Balaurul (Trooper) – chitară.